# Turó del Pi de les Tres Branques
El Turó del Pi de les Tres Branques és una muntanya de 341 metres que es troba al municipi de Caldes de Montbui, a la comarca del Vallès Oriental.